# Moise Dragoș
Moise Dragoș (magyarul: Drágossy Mózes, néha: Drágosi Mózes; Torda, 1726. szeptember 1. – Nagyvárad, 1787. április 16.) román megyéspüspök, a Nagyváradi görögkatolikus egyházmegye első vezetője.

## Pályafutása
A források eltérnek a születési dátumát illetően, amit 1725-1726-ra tesznek, a napot becsléssel meghatározva. Tordai születésű, román nemzetiségű volt, akinek a tanulmányairól szintén nem maradt fenn közelebbi információ, de Samuel Micu Klein leírásából tudható, hogy teológiában jártas, képzett lelkészről volt szó. 1751-ben Olsavszky Mihály Mánuel munkácsi görögkatolikus püspök mellett dolgozott. A 18. században még kísértett az 1215-ös negyedik lateráni zsinat határozata, amely a keleti szertartásúak számára csak rítusvikáriust biztosított. Nagy előrelépést jelentett tehát, hogy Kovács Meletiust római katolikus püspökké nevezték ki, aki azonnal kezdeményezte görögkatolikus egyházmegye létrehozását is.
Mária Terézia magyar királynő 1776. július 26-án nevezte ki az újonnan felállított egyházmegye élére Dragoșt, VI. Piusz pápa azonban csak egy évvel később, 1777. június 16-án adta ki Indefessu kezdetű bulláját, amivel megszüntette a rítusvikáriátust, egyszersmind létrehozta a nagyváradi görög katolikus egyházmegyét. Ez a mintegy egyéves időtartam Dragoș számára jelentős szervezési munkát adott: ezalatt körvonalazta a a parókiákat, megtervezte a klérus javadalmazását, megerősítette az uniót, valamint kezdeményezte papok képzését a bécsi Barbareumban. Az egyházmegye jövedelmének biztosítására kihasították a váradi latin szertartású püspök terjedelmes birtokából a belényesi uradalmat.
Dragoș egyéb tekintetben is igyekezett gondoskodni az újonnan létrehozott egyházmegyéről: törekedett arra, hogy a görögkatolikus lelkészek jövedelme ne térjen el a római katolikusokétól. Több parókiának is sikerült földet szereznie, valamint 8 új templomot építtetett. Haláláig, 1787-ig töltötte be a görögkatolikus püspöki tisztséget.